# تشارلز إل. إيفانز
تشارلز إل. إيفانز (بالإنجليزية: Charles L. Evans)‏ هو اقتصادي أمريكي، ولد في 15 يناير 1958.

## وصلات خارجية
- تشارلز إل. إيفانز على موقع إن إن دي بي (الإنجليزية)